# Орел змияр
Орелът змияр (Circaetus gallicus) е средно голяма дневна граблива птица от семейство Ястребови (Accipitridae).

## Физическа характеристика
- Дължина на тялото 64-10 cm
- Размах на крилете 160-180 cm
- Тегло 1,5-2 kg
- Продължителност на живота 17 g

## Разпространение
Среща се в Европа (включително България), Азия и Африка.

## Подвидове
- C. g. gallicus
- C. g. heptneri

## Начин на живот и хранене
Прелетна птица, в България гнезди. Храни се предимно със змии, но ловува също и гущери, жаби, птици, гризачи, мекотели.

## Размножаване
Моногамни птици. Снася 1 яйце, дълго над 70 mm, което мътят и двамата родители в продължение на около 35-40 дни. В началото само мъжкият носи храна за малкото, но постепенно и женската започва да напуска гнездото. Малкото може да погълне много по-тежка змия от самото него, а ако не успее да я преглътне, опашката и остава да стърчи от човката му, докато не се смели постепенно предната и част и не я погълне цялата. Малкото напуска гнездото на 60-80 дневна възраст и родителите го хранят още известно време. За изхранването му родителите му донасят средно 240-270 змии. 

## Природозащитен статут
- Червен списък на световнозастрашените видове (IUCN Red List) - Незастрашен (Least Concern LC)[4]
- Директива за птиците на ЕС – Приложение 1[5]

На територията на България е защитен от закона вид.

## Фосилна летопис
В късно-миоценското палеонтологично находище край гр. Хаджидимово отпреди около 7 млн. г. са открити костни останки, отнесени от палеоорнитолога проф. Златозар Боев към нов неизвестен на науката вид родопски орел змияр (Circaetus rhodopensis). Той е най-древният известен представител на рода на орлите змияри. По-късно в страната бяха намерени и останките от друг фосилен вид орел змияр – старопланинският (хемуски) орел змияр, живял преди около 2,2 млн. г.. Възможно е последният да е бил непосредственият предшественик на съвременния орел змияр от Евразия и Африка.